# Somorrostro
|  | Per a altres significats, vegeu «Somorrostro (desambiguació)». |

El Somorrostro fou un barri de barraques de Barcelona situat als actuals districte de Sant Martí i de Ciutat Vella durant el segle xx. Les barraques es trobaven a la platja, entre l'hospital d'infecciosos (actual Hospital del Mar, a la perifèria de la Barceloneta), i la desapareguda fàbrica de gas Lebon del Poblenou. El barri es va estendre fins a la riera del Bogatell. Desaparegué l'any 1966 després del trasllat dels habitants a habitatges de l'Obra Sindical del Hogar.
Al barri hi hagué una important colònia de gitanos, a l'anomenat Turó dels Gitanos, on nasqué la ballarina Carmen Amaya. Les condicions de vida eren molt precàries i el barri també fou utilitzat com a abocador. El Somorrostro fou immortalitzat en la pel·lícula de Francesc Rovira-Beleta Los Tarantos (1963), protagonitzada per Carmen Amaya.

## Platja del Somorrostro
La platja del Somorrostro és una platja barcelonina on antigament s'establí part del barri de barraques del mateix nom. És una platja d'uns 520 metres de llargada i està situada entre el moll de Marina i l'espigó del Gas. Antigament, aquest tram del litoral barceloní era anomenat platja de la Barceloneta, però, a partir de l'any 2011, el tram comprès entre el Port Olímpic i l'espigó, fou reanomenat com a platja del Somorrostro per tal de recuperar la memòria dels barris de barraques de Barcelona.

## Memòria històrica
Si el Somorrostro ja va quedar immortalitzat el 1963 amb la pel·lícula de Francesc Rovira-Beleta Los Tarantos, durant el segle XXI s'ha intentat recuperar la memòria històrica de l'antic barri de barraques. El 2013 es va publicar amb el llibre Somorrostro. Crònica visual d'un barri oblidat, del fotògraf Manel Gausa, amb fotografies que havia fet el 1958. L'any 2014 l'Ajuntament va instal·lar una placa commemorativa a l'indret on se situava l'entrada al barri.
A partir d'aleshores van tenir lloc diversos esdeveniments en centres cívics i altres punts de la ciutat, com l'exposició fotogràfica a la galeria Il Mondo d'Ignasi Marroyo el 2016; Marroyo havia retratat el barri durant la dècada del 1960 per encàrrec del diari El Correo Catalán. Aquell mateix any la Comissió ciutadana per a la recuperació de la memòria dels barris de barraques de Barcelona va organitzar l'exposició "50 anys de l'enderroc del barri del Somorrostro", que va comptar amb imatges de la vida al barri fetes per Jacques Léonard, Ignasi Marroyo, Xavier Vallory March, Carme Garriga i Agustí Mataró. La mateixa comissió va organitzar diversos actes sota aquest títol, com una taula rodona al Born Centre de Cultura i Memòria que debatia sobre els fets de l'enderroc en el context social, polític i urbanístic de l'època.
L'any 2018 es va publicar Somorrostro. Mirades literàries, un llibre editat per Enric H. March que recollia textos d'Alfred Badia, Xavier Benguerel, Blai Bonet, Josep Maria Carandell, David Castillo, Juan Goytisolo, José Hierro, Juan Marsé, Terenci Moix, Josep Pla, Antonio Rabinad, Mercè Rodoreda, Manuel Vázquez Montalbán i Sergio Vila-Sanjuán, entre d'altres.